# Norman Vahtra
Norman Vahtra (Tartu, 23 novembre 1996) è un ciclista su strada estone che corre per il China Glory-Mentech Continental Cycling Team.

## Palmarès

### Strada
- 2019 (Klubi Cycling Tartu, otto vittorie)

Grand Prix Minsk
2ª tappa Wyścig Solidarności i Olimpijczyków (Zgierz > Kutno)
3ª tappa Wyścig Solidarności i Olimpijczyków (Kielce > Radom)
5ª tappa Wyścig Solidarności i Olimpijczyków (Tarnobrzeg > Krosno)
Classifica generale Wyścig Solidarności i Olimpijczyków
Kalmar Grand Prix
Puchar Ministra Obrony Narodowej
Memoriał Henryka Łasaka
- 2020 (Israel Start-Up Nation, una vittoria)

Campionati estoni, Prova in linea
- 2022 (Go Sport-Roubaix Lille Métropole, una vittoria)

2ª tappa Tour of Estonia (Tartu > Tartu)
- 2024 (Van Rysel-Roubaix, due vittorie)

1ª tappa Tour of Estonia (Tallinn > Tartu)
Campionati estoni, Prova in linea

#### Altri successi
- 2018 (Klubi Cycling Tartu)

Classifica giovani Baltic Chain Tour
- 2019 (Klubi Cycling Tartu)

Classifica a punti Wyścig Solidarności i Olimpijczyków
- 2023 (Go Sport - Roubaix Lille Métropole)

Hawaii Express Tartu Rattaralli
Sangaste Valgete Teede Rattaralli
- 2024 (Van Rysel-Roubaix)

Tõravere

## Piazzamenti

### Classiche monumento
- Giro delle Fiandre

2020: ritirato

### Competizioni mondiali
- Campionati mondiali

Ponferrada 2014 - Cronometro Junior: 57º
Ponferrada 2014 - In linea Junior: ritirato
Bergen 2017 - In linea Under-23: ritirato
Innsbruck 2018 - Cronometro Under-23: 42º
Innsbruck 2018 - In linea Elite: ritirato
Fiandre 2021 - In linea Elite: ritirato
Zurigo 2024 - Staffetta mista: 12º

### Competizioni europee
- Campionati europei

Nyon 2014 - Cronometro Junior: 44º
Nyon 2014 - In linea Junior: 66º
Herning 2017 - In linea Under-23: 23º
Zlín 2018 - Cronometro Under-23: 17º
Zlín 2018 - In linea Under-23: ritirato
Alkmaar 2019 - Cronometro Elite: non partito
Alkmaar 2019 - In linea Elite: ritirato
Plouay 2020 - In linea Elite: 85º
Trento 2021 - In linea Elite: ritirato
Monaco di Baviera 2022 - In linea Elite: 63º
Drenthe 2023 - In linea Elite: ritirato
Limburgo 2024 - In linea Elite: 71º
- Giochi europei

Minsk 2019 - In linea Elite: 69º
Minsk 2019 - Cronometro Elite: 18º
Minsk 2019 - Omnium Elite: 10º